# Kevin Mejía
Kevin Mejía Castillo (ur. 5 maja 1995) – honduraski zapaśnik walczący w obu stylach. Olimpijczyk z Paryża 2024, gdzie zajął jedenaste miejsce w kategorii do 97 kg. Zajął dziewiętnaste miejsce na mistrzostwach świata w 2014 roku. 
Wicemistrz igrzysk panamerykańskich w 2015; trzeci w 2019 i 2023. Zdobył dziewięć medali na mistrzostwach panamerykańskich w latach 2013 − 2025. Drugi na igrzyskach Ameryki Środkowej i Karaibów w 2018; trzeci w 2014 i 2023. Wicemistrz Ameryki Południowej w 2014. Pięciokrotny medalista igrzysk Ameryki Centralnej, złoto w 2013 i 2017 roku.
Jego brat Jefrin Mejía jest również zapaśnikiem.